# Jamel Saihi
Jamel Saihi (Montpellier, Francia, 21 de enero de 1987) es un futbolista tunecino que juega de centrocampista.

## Trayectoria
Tras haber realizado toda su carrera en el Montpellier H. S. C., con el que ganó la Ligue 1 2011-12, a finales de agosto de 2016 se marchó al Angers S. C. O. donde estuvo una temporada. En abril de 2021, tras casi cuatro años sin equipo, reconoció en una entrevista en la página web de su primer equipo que todavía no se había retirado y que no descartaba seguir jugando si le llegaba una propuesta que le resultara interesante.

## Selección nacional
Fue internacional con la selección de fútbol de Túnez en 19 ocasiones en las que anotó dos goles.

## Clubes
| Club                 | País    | Año       |
| -------------------- | ------- | --------- |
| Montpellier H. S. C. | Francia | 2007-2016 |
| Angers S. C. O.      | Francia | 2016-2017 |

## Palmarés

### Títulos nacionales
| Título  | Club                 | País    | Año     |
| ------- | -------------------- | ------- | ------- |
| Ligue 1 | Montpellier H. S. C. | Francia | 2011-12 |